# ۱۶۳۳ (میلادی)
۱۶۳۳ (میلادی) هزار و ششصد و سی و سومین سال تقویم میلادی است.

## زادگان
- ۱۵ مه – سباستین لو پرتر دو ووبن، معمار و مهندس فرانسوی (د. ۱۷۰۷)
- ۲۳ فوریه – ساموئل پیپس، نویسنده و سیاست‌مدار انگلیسی (د. ۱۷۰۳)
- 16 ژوئن – ژان ته ونو، جهانگرد فرانسوی

## درگذشتگان
- ۱ مارس – جرج هربرت، کشیش و شاعر بریتانیایی (ز. ۱۵۹۳)
- ۷ نوامبر – کورنلیس دربل، مخترع هلندی (ز. ۱۵۷۲)